# 中华人民共和国高等教育部
中华人民共和国高等教育部是中华人民共和国国务院曾设的一个主管高等教育的国务院组成部门，1966年7月23日高等教育部和教育部合并。

## 历任部长
1. 杨秀峰（1954年9月28日－1958年2月11日，1964年7月22日－1965年1月4日）
2. 蒋南翔（1965年1月4日－1966年7月23日）